# Mónika Mécs

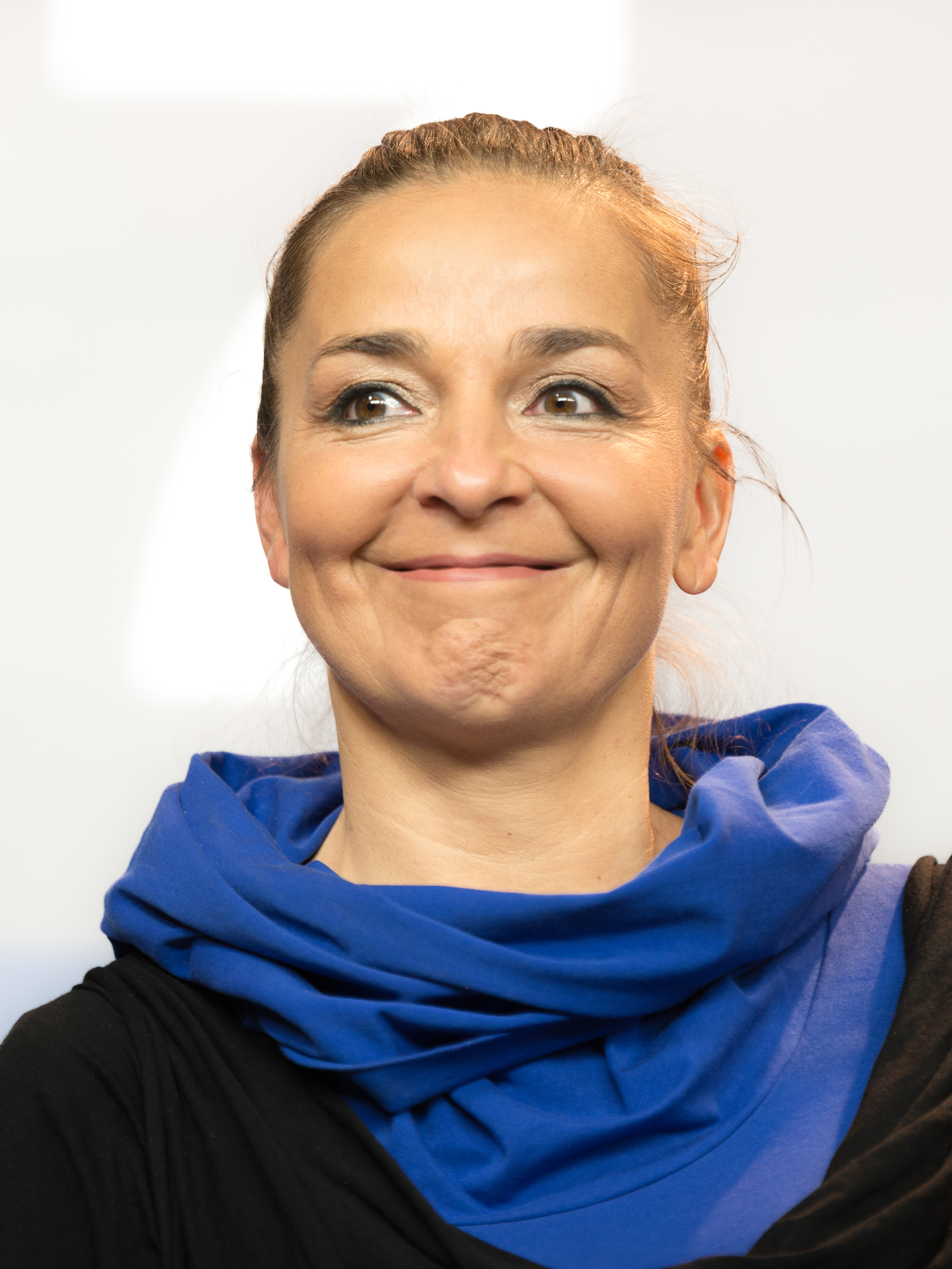
Mónika Mécs auf der Berlinale 2017

Mónika Mécs (anhörenⓘ geboren 17. November 1967 in Budapest, Ungarn) ist eine ungarische Filmproduzentin. Sie ist Gründerin der Produktionsfirma Inforg-M&M Film. Mit dem Film Just the Wind gewann sie 2012 den Großen Preis der Jury bei den Internationalen Filmfestspielen in Berlin und 2017 mit dem Film Körper und Seele den Goldenen Bären. Bei der Berlinale 2021 lief erneut ein von ihr produzierter Film im Wettbewerb um den Goldenen Bären, Rengeteg – mindenhol látlak.

## Beruflicher Werdegang
Mónika Mécs schloss 1996 den Studiengang für Produktion an der Hochschule für Theater- und Filmkunst in Budapest ab.
2005 gründete sie mit ihrem Ehemann Ernõ Mesterházy die Produktionsfirma M&M Film in Budapest. Erster großer Erfolg des neuen Unternehmens war 2007 der Film Konyec (Konyec – Az utolsó csekk a pohárban) von Gábor Rohony, der auch in Japan in die Kinos kam. Die Arbeit von M&M Film stand hinter vielen erfolgreichen ungarischen Publikumsfilmen der auf die Gründung folgenden Jahre, aber die Firma wirkte auch als Koproduzentin an Autorenfilmen wie Bibliothèque Pascal (2010) mit.
Nach einigen Koproduktionen mit der Produktionsfirma Inforg Studio von András Muhi wurden die beiden Firmen 2010 zu INFORG-M&M Film. Diese produziert Arthouse- und kommerzielle Filme, ist aber auch offen für Dokumentarfilme, Kurzfilme, Animationen und „extreme Genres“. Besonders erfolgreich war der auf der Berlinale 2012 mehrfach ausgezeichnete Film Just the Wind (2011/2012). 2017 folgte Körper und Seele von Ildikó Enyedi, der den Goldenen Bären der Berlinale 2017 gewann, und 2021 Rengeteg – mindenhol látlak, der ebenfalls eine Einladung in den Wettbewerb um die höchste Auszeichnung der Berlinale erhielt.

## Filmografie (Auswahl)
- 2006/2007: Tejút (Experimentalfilm)([7][8]
- 2010: Bibliothèque Pascal (Koproduzentin)[9]
- 2011/2012: Just the Wind[10]
- 2016: Liliom ösvény
- 2017: Ostrom
- 2017: Láthatatlanul
- 2017: Van egy határ
- 2017: Brazilok
- 2017: Körper und Seele (Testről és lélekről) von Ildikó Enyedi
- 2019: Akik maradtak[11]
- 2019: Casting (Kurzfilm)
- 2021: Spirál
- 2021: Corsage
- 2021: Legjobb tudomásom szerint) 2019on Nándor Lőrincz und Bálint Nagy[12]
- 2021: Rengeteg – mindenhol látlak
- 2019–2021: Die Geschichte meiner Frau von Ildikó Enyedi[13][14]

## Auszeichnungen (Auswahl)
- 2012: Berlinale: Einladung in den Wettbewerb um den Goldenen Bären der Internationalen Filmfestspiele Berlin für Just the Wind; Auszeichnung mit dem Großen Preis der Jury, außerdem Friedensfilmpreis sowie Amnesty-International-Filmpreis
- 2017: Nominierung für den Europäischen Filmpreis für Körper und Seele
- 2017: Berlinale: Auszeichnung mit dem Goldenen Bären, dem FIPRESCI-Preis, dem Preis der Ökumenischen Jury für Körper und Seele
- 2018: Auszeichnung mit dem Großen Preis der Ungarischen Filmwoche für Körper und Seele
- 2018: Oscarverleihung: Nominierung als Bester fremdsprachiger Film für Körper und Seele
- 2018: Internationales Filmfestival Sofia: Auszeichnung als Bester Film für Körper und Seele
- 2020: Auszeichnung mit dem Großen Preis der Ungarischen Filmwoche für Akik maradtak
- 2021: Berlinale: Einladung in den Wettbewerb um den Goldenen Bären der Internationalen Filmfestspiele Berlin für Rengeteg – mindenhol látlak

## Privates
Mónika Mécs ist die Tochter des ungarischen Politikers Imre Mécz.